# Indianapolis 500 2012
Das 96. Indianapolis 500 fand am 27. Mai 2012 auf dem Indianapolis Motor Speedway in Speedway bei Indianapolis, Indiana, Vereinigte Staaten statt und war das fünfte Rennen der IndyCar-Series-Saison 2012.
Dario Franchitti (Target Chip Ganassi Racing) gewann das Rennen mit einer Gesamtzeit von 2:58:51,2532 Stunden vor seinem Teamkollegen Scott Dixon und Tony Kanaan (KV Racing Technology w/SH). Nach 2007 und 2010 war es Franchittis dritter Sieg beim Indianapolis 500.

## Hintergrund
Nach dem Itaipava São Paulo Indy 300 presented by Nestle führte Will Power in der Fahrerwertung mit 45 Punkten vor Hélio Castroneves und 57 Punkten auf James Hinchcliffe. Bei den Motorenherstellern führte Chevrolet mit 12 Punkten vor Honda und mit 20 Punkten vor Lotus.
Das Indianapolis 500 war das erste Saisonrennen auf einem Ovalkurs und das erste Ovalrennen mit dem neueingeführten Chassis Dallara DW12.
Da das Indianapolis 500 eine Sonderstellung im Rennkalender hat, wurden während der gesamten Veranstaltung keine Strafen für vorzeitige Motorenwechsel verhängt. Üblicherweise werden Motorwechsel mit einer Strafversetzung um 10 Startpositionen belegt, wenn sie nicht durch einen Motorschaden in einem Rennen notwendig wurden. Alle Motorenwechsel während dieser Veranstaltung wurden nach dem Indianapolis 500 sanktioniert.
Mit Castroneves (dreimal), Dario Franchitti (zweimal) und Scott Dixon (einmal) traten drei ehemalige Indianapolis-500-Gewinner an. Zudem nahm mit Rubens Barrichello erstmals ein Fahrer am Indianapolis 500 teil, der auf dem Grand-Prix-Kurs des Indianapolis Motor Speedway ein Formel-1-Rennen gewonnen hat. Castroneves war mit seinem zwölften Start beim Indianapolis 500 der erfahrenste Pilot. Mit Jean Alesi, Barrichello, Bryan Clauson, Wade Cunningham, James Jakes, Katherine Legge, Josef Newgarden und Simon Pagenaud starteten acht Piloten erstmals zum Rennen. Newgarden war mit einem Alter von 21 Jahren der jüngste Teilnehmer, Alesi mit einem Alter von 47 Jahren und 351 Tagen der älteste Starter. Alesi wurde zudem zum ältesten Rookie. Zuvor hielt Jack Hewitt diesen Altersrekord. Er war bei seinem Indianapolis-500-Debüt im Jahr 1998 46 Jahre und 320 Tage alt. 33 Fahrer aus 13 Nationen nahmen an der Veranstaltung teil. Mit neun Fahrern stellten die Vereinigten Staaten die meisten Teilnehmer.
Es war das erste Mal seit 1947, dass der amtierende Indianapolis-500-Sieger die Veranstaltung nicht mehr miterlebt. Der letztjährige Sieger, Dan Wheldon, verstarb während der Vorsaison.

### Ablauf
Das Indianapolis 500 erstreckte sich inklusive der Trainingssitzungen über einen Zeitraum von 18 Tagen. Die Veranstaltung begann am 10. Mai mit dem Rookie- und Refresher-Tag, an dem Neulinge und Wiedereinsteiger, die längere Zeit keine Ovalrennen bestritten haben, ein Trainingsprogramm absolvieren. Jeder Rookie und Refresher musste an diesem Tag 10 Runden mit konstanter Geschwindigkeit zwischen 200 und 205 Meilen pro Stunde sowie 15 Runden mit konstanter Geschwindigkeit zwischen 205 und 210 Meilen pro Stunde fahren. Im restlichen Training musste jeder dieser Fahrer 15 Runden mit einer Geschwindigkeit von mindestens 210 Meilen pro Stunde fahren.
Vom 12. bis zum 18. Mai fanden sieben freie Trainingstage mit je sechs Stunden Trainingszeit pro Tag statt. Am 19. Mai begann das Qualifying. Zunächst fand ein zweistündiges freies Training statt. Anschließend wurden in einem fünfstündigen Qualifying die ersten 24 Piloten, die sich für das Rennen qualifizieren, ermittelt. Abschließend fuhren die ersten neun Fahrer in einer neunzigminütigen Sitzung die ersten neun Startpositionen untereinander aus. Am folgenden Tag war der sogenannte Bump-Day. Nach einem einstündigen freien Training wurden die restlichen neun Startpositionen in einem sechsstündigen Qualifying vergeben. Alle Piloten, die anschließend nicht in den Top-33 gewesen wären, hätten sich nicht für das 500 Meilen-Rennen qualifiziert. Am 25. Mai war der sogenannte Carb-Day mit einem einstündigen freien Training. Das Indianapolis 500 fand schließlich am 27. Mai statt.
Im Gegensatz zu allen anderen Rennen erhielt beim Indianapolis 500 jeder Fahrer, der sich qualifizierte, Punkte fürs Qualifyingresultat.

### Veränderungen im Starterfeld
Zum Indianapolis 500 gab es einige Veränderungen im Starterfeld. Mehrere Teams setzten weitere Fahrzeuge ein.
- Bryan Herta Autosport und Dreyer & Reinbold Racing lösten ihre Verträge mit dem Motorenlieferanten Lotus auf[4] Dreyer & Reinbold Racing schloss eine strategische Partnerschaft mit Panther Racing und übernahm deren zweiten Leasingvertrag für einen Chevrolet.[5] Bryan Herta Autosport wechselte zu Honda.[6]

- Dragon Racing trennte sich vor der Veranstaltung ebenfalls von Lotus. Nach übereinstimmenden Medienberichten reichte Dragon eine Schadensersatzforderung gegen Lotus in Höhe von 4,6 Millionen US-Dollar wegen Vertragsbruch ein.[7][8][9] Der Rennstall wechselte zu Chevrolet und stieg erst am sechsten Trainingstag in die Veranstaltung ein.[10]

- Bei A. J. Foyt Enterprises erhielt Wade Cunningham das zweite Cockpit neben Mike Conway. Cunningham hatte zuletzt beim Saisonfinale 2011 ein IndyCar-Rennen absolviert.[11]

- Rahal Letterman Lanigan setzte ebenfalls ein zweites Fahrzeug ein. Vor Beginn der Saison war Luca Filippi, der einen Vertrag mit dem Rennstall besitzt, für dieses Cockpit vorgesehen und er sollte ab diesem Rennen in die Meisterschaft einsteigen.[12] Das Cockpit wurde jedoch an Rückkehrer Michel Jourdain jr. vergeben. Jourdain startete bereits 1996 zum Indianapolis 500. Es war sein bisher einziger Start bei diesem Rennen. Von 1996 bis 2004 war er in der Champ-Car-Serie aktiv. Er erreichte seine beste Gesamtplatzierung 2003 für das Team Rahal mit einem dritten Platz.[13]

- Andretti Autosport erweiterte sein reguläres Fahrertrio zu diesem Rennen. Sebastian Saavedra, der im Indy-Lights-Team von Andretti Autosport fuhr, erhielt ein Auto, das zusammen mit AFS Racing gemeldet worden war. Saavedra war 2011 fast die vollständige IndyCar-Saison gefahren.[14] Darüber hinaus blieb Ana Beatriz, die bereits beim vorherigen Rennen ein zusätzliches Auto erhalten hatte, im Team. Ihr Auto wurde bei diesem Rennen allerdings zusammen mit Conquest Racing eingesetzt.[15]

- Sarah Fisher Hartman Racing setzte ein weiteres Auto für Bryan Clauson ein. Clauson hatte zuvor an keinem IndyCar-Rennen teilgenommen. Clauson gewann 2010 und 2011 die USAC National Drivers Championship, weshalb er eine Förderung von IndyCar zum Einsatz in der IndyCar Series oder Indy Lights erhielt.[16] Das zweite Auto, welches von Josef Newgarden pilotiert wurde, wurde bei diesem Rennen wieder vom ehemaligen Hauptsponsor des Teams, Dollar General, gesponsert.[17]

- Sam Schmidt Motorsports verpflichtete Townsend Bell fürs zweite Fahrzeug.[18] Bell war in der Vorsaison bereits beim Indianapolis 500 für den Rennstall angetreten.

- Bryan Herta Autosport kehrte mit Alex Tagliani nach einer Pause von einem Rennen wieder in die Serie zurück.

- Jean Alesi, der von 1989 bis 2001 zu 201 Grand Prix in der Formel 1 startete, trat erstmals in der IndyCar Series an. Er war ein Markenbotschafter des Herstellers Lotus. Ursprünglich war Newman/Haas Racing für seinen Einsatz vorgesehen.[19] Allerdings kam es nicht zu diesem Engagement, da das Team Ende April seine Meldung zum Rennen zurückzog. Laut Angaben des Teams war die Vorbereitungszeit zu kurz.[20] Schließlich übernahm das Indy-Lights-Team Fan Force United den Einsatz von Alesi. Ein Mitbesitzer von Fan Force United war der ehemalige IRL-Pilot Tyce Carlson.[21] Als Chefmechaniker fungierte Greg Beck, der früher mit seinem Rennstall Beck Motorsports in der IndyCar Series vertreten war. Darüber hinaus beschäftigte das Team einige Mechaniker, die bereits mit anderen Teams das Indianapolis 500 gewonnen hatten.[22]

- Darüber hinaus hatte Ed Carpenter Racing ursprünglich ein weiteres Fahrzeug gemeldet. Dieses wurde jedoch nicht besetzt.

- Ursprünglich wollte auch MSR Indy bei dem Rennen in der IndyCar Series debütieren. Als Fahrer stand bereits Jay Howard fest.[23] Allerdings wurde Howard schließlich Anfang Mai vom Team freigestellt, da es keinen Motorenhersteller fand.[24]

- Dario Franchitti vom Rennstall Target Chip Ganassi Racing trat beim Indianapolis 500 nicht mit seiner üblichen Startnummer, der 10, sondern mit der 50 an. Der Grund für den einmaligen Nummernwechsel war das 50-jährige Bestehen des Titelsponsors Target.[25]

## Meldeliste
Alle Teams und Fahrer verwendeten das Chassis Dallara DW12 mit einem Aero-Kit von Dallara und Reifen von Firestone.
| Team                                   | Nr. | Fahrer              | Motor     |
| -------------------------------------- | --- | ------------------- | --------- |
| Team Penske                            | 02  | Ryan Briscoe        | Chevrolet |
| Team Penske                            | 03  | Hélio Castroneves   | Chevrolet |
| Team Penske                            | 12  | Will Power          | Chevrolet |
| Panther Racing                         | 04  | J. R. Hildebrand    | Chevrolet |
| KV Racing Technology                   | 05  | E. J. Viso          | Chevrolet |
| KV Racing Technology                   | 08  | Rubens Barrichello  | Chevrolet |
| Dragon Racing                          | 06  | Katherine Legge     | Chevrolet |
| Dragon Racing                          | 07  | Sébastien Bourdais  | Chevrolet |
| Target Chip Ganassi Racing             | 09  | Scott Dixon         | Honda     |
| Target Chip Ganassi Racing             | 50  | Dario Franchitti    | Honda     |
| KV Racing Technology w/SH              | 11  | Tony Kanaan         | Chevrolet |
| A. J. Foyt Enterprises                 | 14  | Mike Conway         | Honda     |
| A. J. Foyt Enterprises                 | 41  | Wade Cunningham     | Honda     |
| Rahal Letterman Lanigan                | 15  | Takuma Satō         | Honda     |
| Rahal Letterman Lanigan                | 30  | Michel Jourdain jr. | Honda     |
| AFS Racing/Andretti Autosport          | 17  | Sebastian Saavedra  | Chevrolet |
| Dale Coyne Racing                      | 18  | Justin Wilson       | Honda     |
| Dale Coyne Racing                      | 19  | James Jakes         | Honda     |
| Ed Carpenter Racing                    | 20  | Ed Carpenter        | Chevrolet |
| Panther/Dreyer & Reinbold Racing       | 22  | Oriol Servià        | Chevrolet |
| Andretti Autosport/Conquest Racing     | 25  | Ana Beatriz         | Chevrolet |
| Andretti Autosport                     | 26  | Marco Andretti      | Chevrolet |
| Andretti Autosport                     | 27  | James Hinchcliffe   | Chevrolet |
| Andretti Autosport                     | 28  | Ryan Hunter-Reay    | Chevrolet |
| Service Central Chip Ganassi Racing    | 38  | Graham Rahal        | Honda     |
| Sarah Fisher Hartman Racing            | 39  | Bryan Clauson       | Honda     |
| Sarah Fisher Hartman Racing            | 67  | Josef Newgarden     | Honda     |
| Lotus – FP Journe – Fan Force United   | 64  | Jean Alesi          | Lotus     |
| Schmidt-Hamilton Motorsports           | 77  | Simon Pagenaud      | Honda     |
| Lotus-HVM Racing                       | 78  | Simona de Silvestro | Lotus     |
| Novo Nordisk Chip Ganassi Racing       | 83  | Charlie Kimball     | Honda     |
| Bryan Herta Autosport w/Curb-Agajanian | 98  | Alex Tagliani       | Honda     |
| Sam Schmidt Motorsports                | 99  | Townsend Bell       | Honda     |

Quelle:
- Bis auf die Fahrzeuge 17, 25 und 39 wurde jeweils auch noch ein Ersatzchassis gemeldet.
- Ursprünglich wurde von Ed Carpenter Racing ein weiteres Auto mit der Nummer 21 gemeldet.

## Training

### Rookie- und Refresher-Tag (10. Mai)
| Platz                 | Fahrer          | Team                        | Zeit (min) | Durchschnitts- geschwindigkeit |
| --------------------- | --------------- | --------------------------- | ---------- | ------------------------------ |
| 1                     | James Jakes     | Dale Coyne Racing           | 0:41,2338  | 218,268 mph                    |
| 2                     | Bryan Clauson   | Sarah Fisher Hartman Racing | 0:41,4659  | 217,046 mph                    |
| 3                     | Josef Newgarden | Sarah Fisher Hartman Racing | 0:41,5564  | 216,573 mph                    |
| Offizielles Ergebnis: |                 |                             |            |                                |

Das Training begann mit dem Rookie- und Refresher-Tag, an dem zehn Fahrer (acht Rookies, zwei Refresher) das dreistufige Testprogramm absolvieren mussten. Die Indianapolis-500-Rookies Jean Alesi, Rubens Barrichello, Bryan Clauson, Wade Cunningham, Katherine Legge, James Jakes, Josef Newgarden und Simon Pagenaud. Als Refresher eingeladen waren Sébastien Bourdais und Michel Jourdain jr. Bis auf Bourdais müssen alle Piloten das dreistufige Testprogramm bestehen, um sich für das Indianapolis 500 qualifizieren zu dürfen. Die Dragon-Piloten Bourdais und Legge traten jedoch nicht an, da ihrem Team ein Motorenhersteller fehlte.
Pagenaud kollidierte während des Trainings mit einem Vogel, der sich in seinem Kühler verfing. Er bemerkte den Zwischenfall nicht und sein Programm wurde davon nicht beeinflusst.
Jakes, der 2011 an der Qualifikation zum Rennen scheiterte, erzielte die schnellste Runde vor Clauson und Newgarden. Bis auf Alesi und Cunningham absolvierten alle Fahrer erfolgreich das dreistufige Programm. Cunningham fehlt nur noch der letzte Abschnitt, also 15 Runden mit einem Schnitt von über 210 mph. Alesi schaffte keine der Stufen. Es war sowohl für ihn, als auch für sein Team Fan Force United der erste Test mit dem Fahrzeug. Er durfte am folgenden Tag ein neunzigminütiges Extratraining absolvieren. Dabei bestand er die ersten zwei Stufen.

### 1. Training (12. Mai)
| Platz                 | Fahrer           | Team                        | Zeit (min) | Durchschnitts- geschwindigkeit |
| --------------------- | ---------------- | --------------------------- | ---------- | ------------------------------ |
| 1                     | Josef Newgarden  | Sarah Fisher Hartman Racing | 0:40,8627  | 220,250 mph                    |
| 2                     | J. R. Hildebrand | Panther Racing              | 0:40,9662  | 219,693 mph                    |
| 3                     | Bryan Clauson    | Sarah Fisher Hartman Racing | 0:40,9776  | 219,632 mph                    |
| Offizielles Ergebnis: |                  |                             |            |                                |

Den ersten Trainingstag eröffneten die drei Piloten des Team Penske: Ryan Briscoe, Hélio Castroneves und Will Power, in dem sie in Dreierformation um die Strecke fuhren.
Josef Newgarden war schließlich der Schnellste vor J. R. Hildebrand und seinem Teamkollegen Bryan Clauson. In den Top-5 waren drei Rookies.
26 der 33 gemeldeten Piloten setzten eine Zeit. Nennenswerte Zwischenfälle gab es nicht. Dragon Racing war aufgrund eines fehlenden Motorenherstellers nicht in der Lage, an diesem Tag teilzunehmen.

### 2. Training (13. Mai)
| Platz                 | Fahrer             | Team                          | Zeit (min) | Durchschnitts- geschwindigkeit |
| --------------------- | ------------------ | ----------------------------- | ---------- | ------------------------------ |
| 1                     | Sebastian Saavedra | AFS Racing/Andretti Autosport | 0:40,6272  | 221,526 mph                    |
| 2                     | Bryan Clauson      | Sarah Fisher Hartman Racing   | 0:40,6922  | 221,173 mph                    |
| 3                     | Josef Newgarden    | Sarah Fisher Hartman Racing   | 0:40,6949  | 221,158 mph                    |
| Offizielles Ergebnis: |                    |                               |            |                                |

Am zweiten Trainingstag war Sebastian Saavedra der schnellste Fahrer vor Bryan Clauson und Josef Newgarden. Somit lagen erneut beide Rookies von Sarah Fisher Hartman Racing in den Top 3.
Kurzzeitig übernahm Tony Kanaan das Auto von Rubens Barrichello und Marco Andretti das Fahrzeug von Ana Beatriz.
Wade Cunningham bestand in diesem Training die dritte Phase des Rookie-Programms und darf somit am Qualifying teilnehmen.
31 der 33 gemeldeten Piloten setzten eine Zeit. Die beiden Lotus-Piloten Jean Alesi und Simona de Silvestro schafften keine Zeit innerhalb der 105-Prozent-Regel. Nennenswerte Zwischenfälle gab es nicht. Dragon Racing war aufgrund eines fehlenden Motorenherstellers erneut nicht in der Lage, an diesem Tag teilzunehmen.

### 3. Training (14. Mai)
| Platz                 | Fahrer           | Team                        | Zeit (min) | Durchschnitts- geschwindigkeit |
| --------------------- | ---------------- | --------------------------- | ---------- | ------------------------------ |
| 1                     | Josef Newgarden  | Sarah Fisher Hartman Racing | 0:40,4519  | 222,486 mph                    |
| 2                     | Ryan Hunter-Reay | Andretti Autosport          | 0:40,6065  | 221,639 mph                    |
| 3                     | Marco Andretti   | Andretti Autosport          | 0:40,6285  | 221,519 mph                    |
| Offizielles Ergebnis: |                  |                             |            |                                |

Am dritten Trainingstag war Josef Newgarden zum zweiten Mal der schnellste Fahrer vor Ryan Hunter-Reay und Marco Andretti. Newgarden erzielte mit einer Zeit von 40,4519 s eine neue Trainingsbestzeit.
Jean Alesi bestand in diesem Training die dritte Phase des Rookie-Programms und darf somit am Qualifying teilnehmen. Am Mittwoch wurde bekannt, dass Alesi an diesem Tag einmalig mit einem höheren Boost-Level unterwegs war und somit über mehr Leistung verfügte.
Es gab zwei kleine Zwischenfälle im Training: Graham Rahal rollte rauchend aus, Michel Jourdain jr. blieb ohne Treibstoff liegen.
29 der 33 gemeldeten Piloten setzten eine Zeit. Charlie Kimball und Simona de Silvestro verzichteten auf eine Teilnahme. Dragon Racing war aufgrund eines fehlenden Motorenherstellers erneut nicht in der Lage, am Training teilzunehmen.

### 4. Training (15. Mai)
| Platz                 | Fahrer            | Team               | Zeit (min) | Durchschnitts- geschwindigkeit |
| --------------------- | ----------------- | ------------------ | ---------- | ------------------------------ |
| 1                     | Marco Andretti    | Andretti Autosport | 0:40,2367  | 223,676 mph                    |
| 2                     | Hélio Castroneves | Team Penske        | 0:40,5359  | 222,025 mph                    |
| 3                     | James Hinchcliffe | Andretti Autosport | 0:40,5653  | 221,864 mph                    |
| Offizielles Ergebnis: |                   |                    |            |                                |

Am vierten Trainingstag war Marco Andretti der schnellste Pilot vor Hélio Castroneves und seinem Teamkollegen James Hinchcliffe. Andretti erzielte mit einer Zeit von 40,2367 s eine neue Trainingsbestzeit. An diesem Trainingstag fanden einige Tests im Windschatten statt.
Am Mittwoch wurde bekannt, dass Simona de Silvestro an diesem Tag einmalig mit einem höheren Boost-Level unterwegs war und somit über mehr Leistung verfügte.
30 der 33 gemeldeten Piloten setzten eine Zeit. Nennenswerte Zwischenfälle gab es nicht. Jean Alesi verzichtete auf eine Teilnahme. Dragon Racing war aufgrund eines fehlenden Motorenherstellers erneut nicht in der Lage, am Training teilzunehmen.

### 5. Training (16. Mai)
| Platz                 | Fahrer           | Team                        | Zeit (min) | Durchschnitts- geschwindigkeit |
| --------------------- | ---------------- | --------------------------- | ---------- | ------------------------------ |
| 1                     | Josef Newgarden  | Sarah Fisher Hartman Racing | 0:40,3977  | 222,785 mph                    |
| 2                     | Marco Andretti   | Andretti Autosport          | 0:40,5208  | 222,108 mph                    |
| 3                     | Ryan Hunter-Reay | Andretti Autosport          | 0:40,5839  | 221,763 mph                    |
| Offizielles Ergebnis: |                  |                             |            |                                |

Am fünften Trainingstag war Josef Newgarden der schnellste Pilot vor Marco Andretti und Ryan Hunter-Reay. Es war die dritte Trainingsbestzeit für Newgarden.
Kurz vor Ende des Trainings löste ein Unfall Newgardens eine Gelbphase aus. Er drehte sich zweimal um die eigene Achse und schlug ausgangs der vierten Kurve in die Begrenzung ein. Das Einsatzchassis wurde dabei jedoch nicht beschädigt.
Beiden Lotus-Piloten Jean Alesi und Simona de Silvestro fehlten über drei Sekunden auf die Bestzeit. Alesi äußerte nach dem Training Sicherheitsbedenken wegen seiner geringen Geschwindigkeit.
30 der 33 gemeldeten Piloten setzten eine Zeit. James Jakes verzichtete auf eine Teilnahme. Dragon Racing war aufgrund eines fehlenden Motorenherstellers erneut nicht in der Lage, am Training teilzunehmen.

### 6. Training (17. Mai)
| Platz                 | Fahrer          | Team                                | Zeit (min) | Durchschnitts- geschwindigkeit |
| --------------------- | --------------- | ----------------------------------- | ---------- | ------------------------------ |
| 1                     | Scott Dixon     | Target Chip Ganassi Racing          | 0:40,3428  | 223,088 mph                    |
| 2                     | Josef Newgarden | Sarah Fisher Hartman Racing         | 0:40,4115  | 222,709 mph                    |
| 3                     | Graham Rahal    | Service Central Chip Ganassi Racing | 0:40,5259  | 222,080 mph                    |
| Offizielles Ergebnis: |                 |                                     |            |                                |

Der Zeitplan des sechsten Trainingstages wurde modifiziert, da Dragon Racing mit Chevrolet einen Motorenlieferanten gefunden hatte und mit seinem Fahrerduo Sébastien Bourdais und Katherine Legge erstmals an der Veranstaltung teilnahm. Vor und nach dem Training fanden Rookie- und Refresher-Trainings statts. Das eigentliche Training wurde um eine Stunde auf fünf Stunden verkürzt. Bourdais absolvierte ein Refresher-Programm und nahm anschließend am eigentlichen Training teil. Legge absolvierte die erste Phase des Rookie-Trainings und durfte nicht am Training teilnehmen. Nach dem Training in der zweiten Rookie-Sitzung absolvierte sie die zweite Phase erfolgreich.
Am sechsten Trainingstag war Scott Dixon der schnellste Pilot vor Josef Newgarden und seinem Teamkollegen Graham Rahal.
Beiden Lotus-Piloten Jean Alesi und Simona de Silvestro fehlten erneut über drei Sekunden auf die Bestzeit.
29 der 33 gemeldeten Piloten setzten eine Zeit. Nennenswerte Zwischenfälle gab es nicht. Neben Legge, die noch den Rookie-Test bestehen musste, verzichteten Marco Andretti, James Hinchcliffe und Sebastian Saavedra auf die Teilnahme.

### 7. Training: „Fast Friday“ (18. Mai)
| Platz                 | Fahrer            | Team               | Zeit (min) | Durchschnitts- geschwindigkeit |
| --------------------- | ----------------- | ------------------ | ---------- | ------------------------------ |
| 1                     | Marco Andretti    | Andretti Autosport | 0:39,5535  | 227,540 mph                    |
| 2                     | Ryan Briscoe      | Team Penske        | 0:39,6764  | 226,835 mph                    |
| 3                     | Hélio Castroneves | Team Penske        | 0:39,6973  | 226,716 mph                    |
| Offizielles Ergebnis: |                   |                    |            |                                |

Der siebte und letzte Trainingstag war der sogenannte „Fast Friday“. An diesem Tag wurde der Ladedruck von 1,3 bar auf 1,4 bar erhöht, was eine zusätzliche Leistung von 40 bis 50 PS brachte. Die Zeiten fielen daher. Marco Andretti war der schnellste Pilot und setzte mit einer Zeit von 0:39,5535 Minuten eine neue Trainingsbestzeit. Zweiter wurde Ryan Briscoe vor seinem Teamkollegen Hélio Castroneves.
Katherine Legge bestand bei diesem Training die dritte Phase des Rookie-Programms. Damit wurden alle 33 gemeldeten Piloten startberechtigt.
Michel Jourdain jr. erlitt einen Motorschaden, der nach Teamaussagen das Chassis in Mitleidenschaft zog.
32 der 33 gemeldeten Piloten setzten eine Zeit. Oriol Servià verzichtete mit Motorproblemen auf die Teilnahme.

## Qualifying

### Pole Day (19. Mai)

#### 8. Training
| Platz                 | Fahrer            | Team               | Zeit (min) | Durchschnitts- geschwindigkeit |
| --------------------- | ----------------- | ------------------ | ---------- | ------------------------------ |
| 1                     | Hélio Castroneves | Team Penske        | 0:39,5181  | 227,744 mph                    |
| 2                     | Ana Beatriz       | Andretti Autosport | 0:39,7901  | 226,187 mph                    |
| 3                     | Ryan Briscoe      | Team Penske        | 0:39,8183  | 226,027 mph                    |
| Offizielles Ergebnis: |                   |                    |            |                                |

Am Samstag vor der Qualifikation fand das 8. Training zum Indianapolis 500 statt. Hélio Castroneves war der schnellste Pilot vor Ana Beatriz und seinem Teamkollegen Ryan Briscoe.
Der Ladedruck blieb an diesem Tag bei 1,4 bar.
30 der 33 gemeldeten Piloten setzten eine Zeit. Jean Alesi, Marco Andretti und Ryan Hunter-Reay verzichteten auf die Teilnahme.

#### Erster Abschnitt (Top 24)
Im ersten Abschnitt des Qualifyings qualifizierten sich die ersten 24 Fahrer zum Indianapolis 500. Die ersten neun Fahrer qualifizierten sich für das Entscheidungsqualifying um die Pole-Position. Es wurden vier fliegende Runden am Stück gefahren und die Gesamtzeit sowie Durchschnittsgeschwindigkeit ermittelt. Die Fahrer waren einzeln auf der Strecke.
Den ersten Versuch unternahm Tony Kanaan. Allerdings fiel sein Auto durch die technische Abnahme und die Zeit wurde gestrichen.
Nachdem es in der Woche eine leichte Mauerberührung gab, kam es in diesem Qualifying zu drei Abflügen. In der letzten von vier Runden verlor Bryan Clauson das Heck seines Fahrzeugs und schlug rücklings hart in die Streckenbegrenzung ein. Er war in der Lage, sein Auto aus eigener Kraft zu verlassen. Mit seiner bis dahin erreichten Durchschnittsgeschwindigkeit wäre er sicher qualifiziert gewesen. Anschließend verunfallten auch noch Ed Carpenter und Oriol Servià. Alle drei Piloten blieben unverletzt. Carpenter äußerte sich nach dem Qualifying, dass er am nächsten Tag keinesfalls vom Gas gehen würde und auch den Verlust eines weiteren Autos in Kauf nehmen würde. Carpenter verfügte neben seinem Ersatzauto auch noch über das Auto mit der Nummer 21, für das kein Pilot gemeldet wurde. Clauson hatte indes kein eigenes Ersatzfahrzeug. Sein Team Sarah Fisher Hartman Racing verfügte jedoch über ein zweites Fahrzeug für seinen Teamkollegen Josef Newgarden. Durch das zerstörte Fahrzeug entstand Sarah Fisher Hartman Racing laut Aussagen des Teamchefs Andy O’Gara, dem Ehemann von Sarah Fisher, ein finanzieller Schaden „zwischen 200.000 und 250.000 US-Dollar“.
Bei Chip Ganassi Racing lagen mit Graham Rahal und Charlie Kimball aus dem B-Team vor ihren Teamkollegen Scott Dixon und Dario Franchitti, der an diesem Tag 39 Jahre alt wurde, aus dem A-Team. Kein Fahrzeug von Ganassi schaffte es unter die Top 9.
James Hinchcliffe war der schnellste Pilot vor Will Power und Ryan Hunter-Reay. Newgarden war der einzige Pilot mit Honda-Motor, der es unter die ersten neun schaffte. Die beiden Lotus-Piloten Jean Alesi und Simona de Silvestro unternahmen keinen Qualifying-Versuch. De Silvestro sah keine Chance auf eine Qualifikation und wollte sich daher auf den nächsten Tag konzentrieren. Der letzte Pilot, dem an diesem Tag die Qualifikation gelang, war Sebastian Saavedra.
| Pos.                  | Fahrer              | Team                                   | Fahrzeug          | Zeit (min)          | Ø-Geschwindigkeit (mph) |
| --------------------- | ------------------- | -------------------------------------- | ----------------- | ------------------- | ----------------------- |
| 01                    | James Hinchcliffe   | Andretti Autosport                     | Dallara-Chevrolet | 2:39,4715           | 225,746                 |
| 02                    | Will Power          | Team Penske                            | Dallara-Chevrolet | 2:39,7167           | 225,399                 |
| 03                    | Ryan Hunter-Reay    | Andretti Autosport                     | Dallara-Chevrolet | 2:39,7948           | 225,289                 |
| 04                    | Hélio Castroneves   | Team Penske                            | Dallara-Chevrolet | 2:39,7996           | 225,282                 |
| 05                    | Ryan Briscoe        | Team Penske                            | Dallara-Chevrolet | 2:39,9446           | 225,078                 |
| 06                    | Tony Kanaan         | KV Racing Technology w/SH              | Dallara-Chevrolet | 2:40,1775           | 224,751                 |
| 07                    | Marco Andretti      | Andretti Autosport                     | Dallara-Chevrolet | 2:40,2278           | 224,680                 |
| 08                    | Josef Newgarden     | Sarah Fisher Hartman Racing            | Dallara-Honda     | 2:40,2298           | 224,677                 |
| 09                    | E. J. Viso          | KV Racing Technology                   | Dallara-Chevrolet | 2:40,4119           | 224,422                 |
| 10                    | Rubens Barrichello  | KV Racing Technology                   | Dallara-Chevrolet | 2:40,5253           | 224,264                 |
| 11                    | Alex Tagliani       | Bryan Herta Autosport w/Curb-Agajanian | Dallara-Honda     | 2:40,7144           | 224,000                 |
| 12                    | Graham Rahal        | Service Central Chip Ganassi Racing    | Dallara-Honda     | 2:40,7437           | 223,959                 |
| 13                    | Ana Beatriz         | Andretti Autosport/Conquest Racing     | Dallara-Chevrolet | 2:40,7720           | 223,920                 |
| 14                    | Charlie Kimball     | Novo Nordisk Chip Ganassi Racing       | Dallara-Honda     | 2:40,8093           | 223,868                 |
| 15                    | Scott Dixon         | Target Chip Ganassi Racing             | Dallara-Honda     | 2:40,9413           | 223,684                 |
| 16                    | Dario Franchitti    | Target Chip Ganassi Racing             | Dallara-Honda     | 2:41,0144           | 223,582                 |
| 17                    | James Jakes         | Dale Coyne Racing                      | Dallara-Honda     | 2:41,0866           | 223,482                 |
| 18                    | J. R. Hildebrand    | Panther Racing                         | Dallara-Chevrolet | 2:41,1299           | 223,422                 |
| 19                    | Takuma Satō         | Rahal Letterman Lanigan                | Dallara-Honda     | 2:41,1517           | 223,392                 |
| 20                    | Townsend Bell       | Sam Schmidt Motorsports                | Dallara-Honda     | 2:41,3377           | 223,134                 |
| 21                    | Justin Wilson       | Dale Coyne Racing                      | Dallara-Honda     | 2:41,4865           | 222,929                 |
| 22                    | Michel Jourdain jr. | Rahal Letterman Lanigan                | Dallara-Honda     | 2:41,5124           | 222,893                 |
| 23                    | Simon Pagenaud      | Schmidt-Hamilton Motorsports           | Dallara-Honda     | 2:41,5138           | 222,891                 |
| 24                    | Sebastian Saavedra  | AFS Racing/Andretti Autosport          | Dallara-Chevrolet | 2:41,5720           | 222,811                 |
| DNQ                   | Wade Cunningham     | A. J. Foyt Enterprises                 | Dallara-Honda     | 2:41,6605           | 222,689                 |
| DNQ                   | Mike Conway         | A. J. Foyt Enterprises                 | Dallara-Honda     | 2:41,8458           | 222,434                 |
| DNQ                   | Sébastien Bourdais  | Dragon Racing                          | Dallara-Chevrolet | 2:41,8595           | 222,415                 |
| DNQ                   | Bryan Clauson       | Sarah Fisher Hartman Racing            | Dallara-Honda     | Unfall              | Unfall                  |
| DNQ                   | Ed Carpenter        | Ed Carpenter Racing                    | Dallara-Chevrolet | Unfall              | Unfall                  |
| DNQ                   | Katherine Legge     | Dragon Racing                          | Dallara-Chevrolet | Versuch abgebrochen | Versuch abgebrochen     |
| DNQ                   | Oriol Servià        | Panther/Dreyer & Reinbold Racing       | Dallara-Chevrolet | Unfall              | Unfall                  |
| DNQ                   | Jean Alesi          | Lotus – FP Journe – Fan Force United   | Dallara-Lotus     | keine Zeit          | keine Zeit              |
| DNQ                   | Simona de Silvestro | Lotus-HVM Racing                       | Dallara-Lotus     | keine Zeit          | keine Zeit              |
| Offizielles Ergebnis: |                     |                                        |                   |                     |                         |

#### Top 9

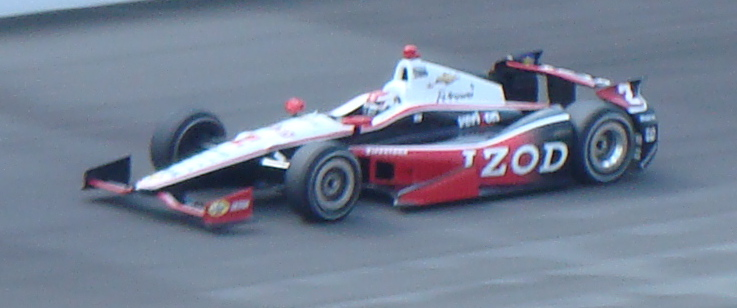
Pole-Setter Ryan Briscoe während seines Qualifikationsversuchs

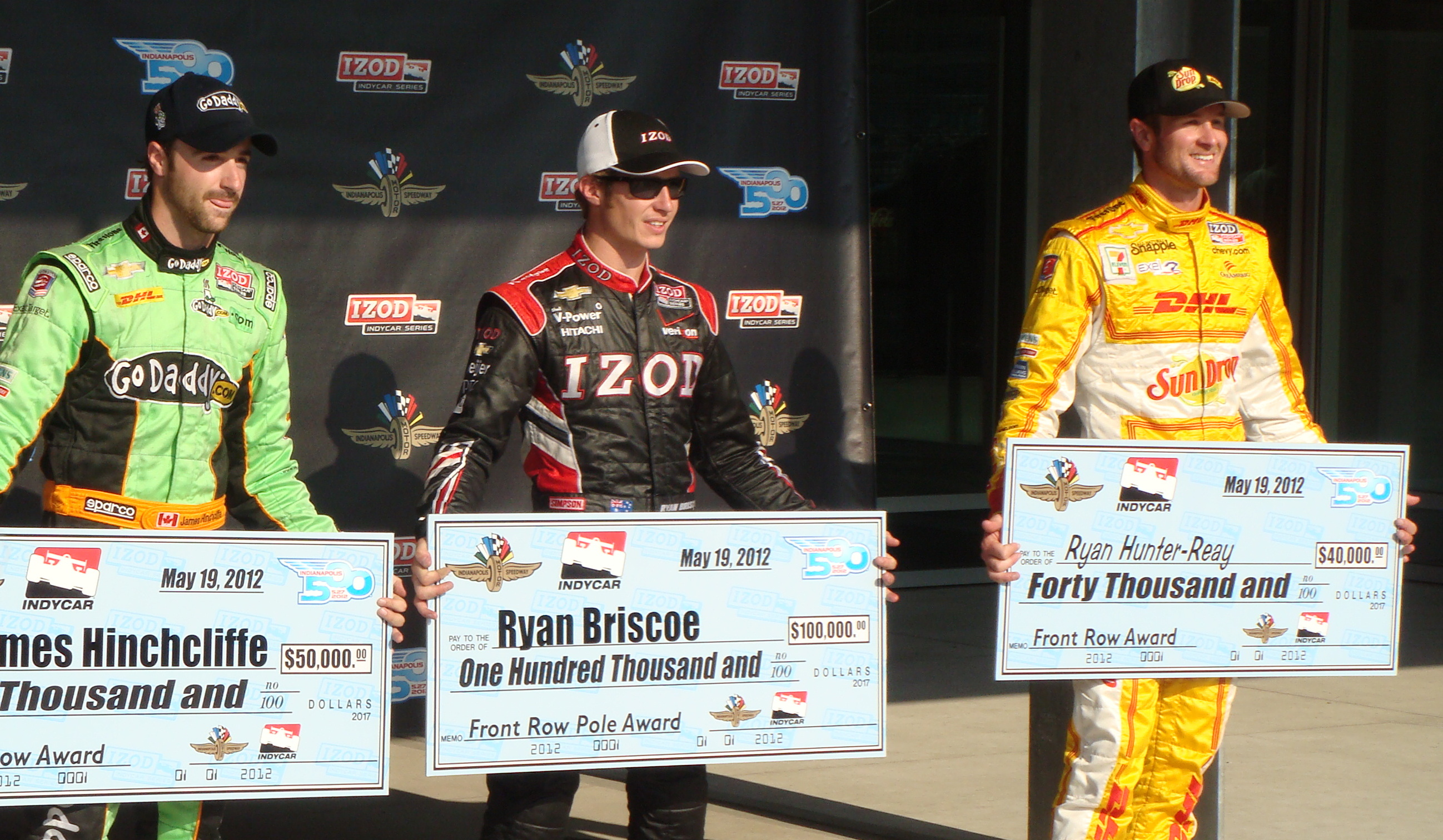
Die ersten drei des Qualifyings: James Hinchcliffe, Ryan Briscoe und Ryan Hunter-Reay (von links nach rechts)

Die Pole-Position wurde unter den ersten neun Fahrern des ersten Abschnitts ausgefahren. Ryan Briscoe fuhr die schnellste Zeit und schlug James Hinchcliffe um 2,3 tausendstel Sekunden. Es war der knappste Abstand, den es jemals beim Indianapolis 500 im Duell um die Pole-Position gab. Es war Briscoes erste Pole-Position beim Indianapolis 500 und die erste Pole-Position eines Australiers bei diesem Rennen.
Auf den Plätzen drei und vier lagen Hinchcliffes Teamkollegen Ryan Hunter-Reay und Marco Andretti. Auf den Plätzen fünf und sechs Briscoes Teamkollegen Will Power und Hélio Castroneves. Damit lagen nur Piloten von Penske und Andretti sowie Fahrer mit Chevrolet-Motor auf den ersten sechs Positionen. Auf der siebten Position folgte mit Josef Newgarden der erste Pilot, der einen Honda-Motor verwendete. Die KV-Racing-Technology-Piloten Tony Kanaan und E. J. Viso setzten keine Zeit.
Der Pole-Setter erhielt eine Prämie von 100.000 US-Dollar, der Zweite 50.000 US-Dollar und der Dritte 40.000 US-Dollar.
Hinchcliffe trug während seiner Qualifikationsteilnahmen Originalhandschuhe seines 1999 auf dem Auto Club Speedway tödlich verunglückten Landmanns Greg Moore mit sich. Moore nahm nie am Indianapolis 500 teil.
| Pos.                  | Fahrer            | Team                        | Fahrzeug          | Zeit (min) | Ø-Geschwindigkeit (mph) |
| --------------------- | ----------------- | --------------------------- | ----------------- | ---------- | ----------------------- |
| 01                    | Ryan Briscoe      | Team Penske                 | Dallara-Chevrolet | 2:38,9514  | 226,484                 |
| 02                    | James Hinchcliffe | Andretti Autosport          | Dallara-Chevrolet | 2:38,9537  | 226,481                 |
| 03                    | Ryan Hunter-Reay  | Andretti Autosport          | Dallara-Chevrolet | 2:39,1233  | 226,240                 |
| 04                    | Marco Andretti    | Andretti Autosport          | Dallara-Chevrolet | 2:39,6766  | 225,456                 |
| 05                    | Will Power        | Team Penske                 | Dallara-Chevrolet | 2:39,7004  | 225,422                 |
| 06                    | Hélio Castroneves | Team Penske                 | Dallara-Chevrolet | 2:39,8780  | 225,172                 |
| 07                    | Josef Newgarden   | Sarah Fisher Hartman Racing | Dallara-Honda     | 2:40,6879  | 224,037                 |
| 08                    | Tony Kanaan       | KV Racing Technology w/SH   | Dallara-Chevrolet | keine Zeit | keine Zeit              |
| 09                    | E. J. Viso        | KV Racing Technology        | Dallara-Chevrolet | keine Zeit | keine Zeit              |
| Offizielles Ergebnis: |                   |                             |                   |            |                         |

### Bump Day (20. Mai)

#### Qualifying
Der Ladedruck blieb an diesem Tag bei 1,4 bar.
Da es nur 33 Bewerber um die 33 Startplätze gab, bestand für keinen Piloten die Gefahr, mit einer langsamen Runde an der Qualifikation zu scheitern. Die Teams der gestern verunfallten Fahrer wurden mit den Reparaturen rechtzeitig fertig, wobei nur Ed Carpenter ein Ersatzfahrzeug benötigte.
Sébastien Bourdais erzielte die schnellste Durchschnittsgeschwindigkeit. Wäre ihm dieses Ergebnis bereits einen Tag vorher gelungen, hätte er den 15. Startplatz erreicht. Zweiter wurde Wade Cunningham vor Oriol Servià.
Bis zum Bump Day gab es Gerüchte, dass Jay Howard oder Pippa Mann spontan einsteigen könnten. Keiner der beiden erhielt jedoch kurzfristig ein Cockpit. Howard, der über einige Sponsoren verfügte, jedoch ohne Cockpit war, verlautbarte am Bump Day, dass er eigentlich über einen Motorenvertrag verfügt habe, der Hersteller diese Abkommen aber fallen gelassen haben. Mann hielt sich seit Beginn des Trainings an der Strecke auf, erhielt jedoch auch kein Cockpit.
| Pos.                  | Fahrer              | Team                                 | Fahrzeug          | Zeit (min) | Ø-Geschwindigkeit (mph) |
| --------------------- | ------------------- | ------------------------------------ | ----------------- | ---------- | ----------------------- |
| 25                    | Sébastien Bourdais  | Dragon Racing                        | Dallara-Chevrolet | 2:40,8866  | 223,760                 |
| 26                    | Wade Cunningham     | A. J. Foyt Enterprises               | Dallara-Honda     | 2:41,2484  | 223,258                 |
| 27                    | Oriol Servià        | Panther/Dreyer & Reinbold Racing     | Dallara-Chevrolet | 2:41,8754  | 222,393                 |
| 28                    | Ed Carpenter        | Ed Carpenter Racing                  | Dallara-Chevrolet | 2:41,9262  | 222,324                 |
| 29                    | Mike Conway         | A. J. Foyt Enterprises               | Dallara-Honda     | 2:41,9293  | 222,319                 |
| 30                    | Katherine Legge     | Dragon Racing                        | Dallara-Chevrolet | 2:42,4374  | 221,624                 |
| 31                    | Bryan Clauson       | Sarah Fisher Hartman Racing          | Dallara-Honda     | 2:47,8671  | 214,455                 |
| 32                    | Simona de Silvestro | Lotus-HVM Racing                     | Dallara-Lotus     | 2:47,9162  | 214,393                 |
| 33                    | Jean Alesi          | Lotus – FP Journe – Fan Force United | Dallara-Lotus     | 2:51,3516  | 210,094                 |
| Offizielles Ergebnis: |                     |                                      |                   |            |                         |

#### 9. Training
| Platz                 | Fahrer             | Team                             | Zeit (min) | Durchschnitts- geschwindigkeit |
| --------------------- | ------------------ | -------------------------------- | ---------- | ------------------------------ |
| 1                     | Oriol Servià       | Panther/Dreyer & Reinbold Racing | 0:40,2231  | 223,752 mph                    |
| 2                     | Sébastien Bourdais | Dragon Racing                    | 0:40,2722  | 223,479 mph                    |
| 3                     | Ed Carpenter       | Ed Carpenter Racing              | 0:40,3793  | 222,886 mph                    |
| Offizielles Ergebnis: |                    |                                  |            |                                |

Nach dem Qualifying fand ein weiteres Training, das neunte insgesamt, statt. Oriol Servià fuhr die schnellste Zeit vor Sébastien Bourdais und Ed Carpenter.
Alle 33 Piloten nahmen an diesem Training teil. Charlie Kimball fuhr mit seinem Wagen in die Wand.
Nach dem Bump Day wurden gegen 13 Team Strafen in einer Gesamthöhe von 275.000 US-Dollar verhängt. Auslöser waren Verfehlungen, die bei der technischen Abnahme nach der Qualifikation bemerkt wurden. Die Strafgelder aus der IndyCar Series gehen üblicherweise in die Sicherheitsforschung.

## Startaufstellung
| Reihe | Innen               | Mitte               | Außen              |
| ----- | ------------------- | ------------------- | ------------------ |
| 01    | Ryan Briscoe        | James Hinchcliffe   | Ryan Hunter-Reay   |
| 02    | Marco Andretti      | Will Power          | Hélio Castroneves  |
| 03    | Josef Newgarden     | Tony Kanaan         | E. J. Viso         |
| 04    | Rubens Barrichello  | Alex Tagliani       | Graham Rahal       |
| 05    | Ana Beatriz         | Charlie Kimball     | Scott Dixon        |
| 06    | Dario Franchitti    | James Jakes         | J. R. Hildebrand   |
| 07    | Takuma Satō         | Townsend Bell       | Justin Wilson      |
| 08    | Michel Jourdain jr. | Simon Pagenaud      | Sebastian Saavedra |
| 09    | Sébastien Bourdais  | Wade Cunningham     | Oriol Servià       |
| 10    | Ed Carpenter        | Mike Conway         | Katherine Legge    |
| 11    | Bryan Clauson       | Simona de Silvestro | Jean Alesi         |

## Carb Day (25. Mai)
| Platz                 | Fahrer           | Team                       | Zeit (min) | Durchschnitts- geschwindigkeit |
| --------------------- | ---------------- | -------------------------- | ---------- | ------------------------------ |
| 1                     | Dario Franchitti | Target Chip Ganassi Racing | 0:40,4749  | 222,360 mph                    |
| 2                     | Scott Dixon      | Target Chip Ganassi Racing | 0:40,4906  | 222,274 mph                    |
| 3                     | Marco Andretti   | Andretti Autosport         | 0:40,5950  | 221,702 mph                    |
| Offizielles Ergebnis: |                  |                            |            |                                |

Zum letzten Training vor dem Rennen, dem Carb Day, wurde der Ladedruck wieder auf 1,3 bar gesenkt. Zwischenzeitlich gab es Überlegungen, dass die beiden Fahrzeuge mit Lotus-Motor weiterhin mit einem erhöhten Ladedruck von 1,4 bar fahren sollten. Aus Gründen der Chancengleichheit und Sicherheit sah man jedoch davon ab. IndyCar-Rennleiter Beaux Barfield kündigte jedoch an, dass die Rundenzeiten der Lotus-Fahrzeuge im Rennen beobachtet werden. Alle Teilnehmer mussten in der Lage sein, eine Zeit zu fahren, die innerhalb der 105-Prozent-Regel lag. In den Trainingssitzungen und im Qualifying waren die Lotus-Fahrer dazu nicht in der Lage gewesen.
Chassishersteller Dallara modifizierte den Dallara DW12 zu diesem Training und reagierte damit auf die bisherigen Unfälle, bei denen einige Autos leicht abgehoben waren. Als Ursache vermutete man laterale Steifigkeit des Underwing-Supports. Dallara fügte drei Schlitze im Underwing-Support hinzu. IndyCar begründete den Schritt in einem Bericht wie folgt: „Damit soll die laterale Steifigkeit verringert werden und die vertikale Steifigkeit aufrechterhalten bleiben.“
Dario Franchitti fuhr die schnellste Zeit vor Scott Dixon und Marco Andretti. Alle qualifizierten Teilnehmer setzten eine Zeit.

## Rennen

### Bericht
Vor dem Start des Rennens fand eine Gedenkveranstaltung für den im Oktober 2011 tödlich verunglückten Vorjahressieger Dan Wheldon statt. Zu dieser war seine Witwe mit einem seiner Söhne vor Ort. Wheldons ehemaliger Teamchef Bryan Herta fuhr dessen Siegerauto in einer Ehrenrunde um die Strecke. An die Zuschauer waren weiße Sonnenbrillen, ein Markenzeichen Wheldons, verteilt worden. 300.000 Zuschauer waren am Rennsonntag vor Ort bei der weltweit größten Ein-Tages-Sportveranstaltung.
In der Anfangsphase des Indianapolis 500 kam es zu einem Duell zwischen den ersten zwei Piloten des Qualifyings: Ryan Briscoe und James Hinchcliffe, wobei Briscoe die meiste Zeit in Führung lag.
Schon nach wenigen Runden zeigte sich, dass die Lotus-Piloten Jean Alesi und Simona de Silvestro nicht konkurrenzfähige Rundenzeiten fuhren. Ihre Durchschnittsgeschwindigkeit lag in etwa bei 205 mph, während an der Spitze Durchschnittsgeschwindigkeiten von 217 mph möglich waren. Daher entschied die Rennleitung um Beaux Barfield, die beiden Fahrer in der 10. Runde aus dem Rennen zu nehmen, da ihre Zeiten nicht innerhalb der 105-Prozent-Regel waren. Während Alesi mit Missfallen auf die Entscheidung reagierte, zeigte de Silvestro Verständnis für die Disqualifikation. Alesi ignorierte die Disqualifikation zudem und blieb eine weitere Runde auf der Strecke. Daher wurden ihm im Endklassement zwei Runden abgezogen.
In der 14. Runde kam es zur ersten Gelbphase, da sich Bryan Clauson gedreht hatte. Er fuhr zunächst weiter, gab nach 46 Runden jedoch mit technischen Problemen auf. In der Gelbphase absolvierten die Piloten ihren ersten Boxenstopp. Dabei kam es in der Box zu einer Berührung zwischen E. J. Viso und Dario Franchitti, wobei Franchitti gedreht wurde. Dabei wurde sein Frontflügel beschädigt. Er musste diesen wechseln lassen und fiel auf dem 28. Platz zurück. Nach dem Restart übernahm Marco Andretti für mehrere Runden die Führung. In der 24. Runden fiel Oriol Servià nach einem Reifenschaden aus der Führungsrunde heraus.
An der Spitze kam es zu einem Duell von Andretti und Scott Dixon. Dixon profitierte von dem geringeren Kraftstoffverbrauch seines Honda-Motors, während Andretti mit einem Chevrolet-Motor eher stoppen musste. In dieser Phase des Rennens kam es zu zwei Stopps unter Grün. In der Zwischenzeit hatte Wade Cunningham das Rennen mit technischen Problemen aufgegeben.
Infolge der Boxenstopps kam es schließlich auch zum ersten schweren Unfall im Rennen. Mike Conway hatte sich bei seinem Boxenstopp den Frontflügel beschädigt, da er Mitglieder seine Boxencrew bei der Einfahrt angefahren hatte. Er fuhr zurück auf die Strecke und bemerkte in den Kurven 3 und 4, dass sein Frontflügel nicht mehr intakt war. In der ersten Kurve versuchte er schließlich abzubremsen, doch da Will Power hinter ihm war, konnte Conway nicht allzu stark verlangsamen. Conway verlor schließlich die Kontrolle über sein Fahrzeug und kollidierte mit Power. Durch die Berührung streifte Conways Fahrzeug im 90°-Winkel an der Mauer entlang und es löste sich ein Rad. Dieses flog durch die Luft und verfehlte Hélio Castroneves nur knapp. Conway und Power blieben unverletzt, das Rennen war für sie jedoch beendet. Conway äußerte nach dem Rennen, dass es sein Fehler war.
Nach dem Restart kam es schon wenige Runden später zur nächsten Gelbphase. Diesmal hatte Ana Beatriz Kontakt mit der Mauer. Ihr Auto wurde jedoch nicht so stark beschädigt und sie nahm das Rennen wieder auf. In der Gelbphase wählten die Teams unterschiedliche Strategien. Andretti und Satō kamen an die Box und fielen auf die Plätze elf und zwölf, Dixon und Franchitti blieben draußen und Dixon übernahm die Führung. In der Zwischenzeit hatte Ryan Hunter-Reay, der vom dritten Platz gestartet war, das Rennen mit technischen Problemen aufgegeben.
Beim Restart verbesserte sich Satō auf den fünften Platz und er lag schließlich für mehrere Runden in Führung. Es kam erneut zu einer Phase von Boxenstopps unter Grün. Vorne war eine Vierergruppe um Dixon, Franchitti, Satō und Andretti. Andretti musste erneut früher an die Box. Da sein Teamkollege Sebastian Saavedra darauf auf der Strecke stehen blieb, kam es zu einer weiteren Gelbphase und Andretti fiel aus den Top 10 heraus. Ähnlich erging es J. R. Hildebrand, der dadurch ebenfalls aus den Top 10 hinaus fiel. 13 Runden nach dem Ende dieser Gelbphase löste Josef Newgarden eine weitere Gelbphase aus. Er blieb wie Saavedra auf der Strecke stehen.
An der Spitze gab es nun ein Duell zwischen den Ganassi-Piloten Dixon und Franchitti. Dahinter kämpften Ed Carpenter, Satō und Justin Wilson um Positionen. Carpenter verabschiedete sich schließlich in der 180. Runde aus der Spitzengruppe, da er sich auf der Strecke drehte. Er löste dadurch eine weitere Gelbphase aus. Einige Runden nach dem Restart übernahm schließlich Tony Kanaan die Führung, die er für mehrere Runden behielt, da Andretti mit einem Unfall eine weitere Gelbphase notwendig machte. Wie Carpenter verlor er in der ersten Kurve die Kontrolle über sein Fahrzeug. Andretti war in dieser Kurve auf die weiße Linie gekommen und war darauf nicht mehr in der Lage, die Kontrolle über sein Auto zu behalten.
Beim Restart, der der letzte Restart dieses Rennens war, setzte sich Franchitti durch und übernahm die Führung vor Dixon, Satō und Kanaan. Eine Runde später gelang es seinem Teamkollegen Dixon, die erste Position einzunehmen. In der 198. Runden überholte Franchitti schließlich Dixon und übernahm die Führung des Rennens. Auch Satō ging an Dixon vorbei. In der letzten Runde wagte Satō in der ersten Kurve einen Angriff auf Franchitti. Bei einem engen Duell überschritt Satō die weiße Linie in der Innenseite der Kurve und verlor die Kontrolle über sein Fahrzeug. Er schlug in die Streckenbegrenzung ein. Das Rennen wurde daraufhin unter gelb beendet. An Stelle seines ersten Sieges wurde Satō als 17. gewertet. Während Satō die Schuld für den Unfall bei Franchitti sah, der ihm seiner Meinung nach zu wenig Platz gelassen habe, war Franchitti der Meinung, dass er Satō nicht nach unten gedrückt habe und dieser selbst die Kontrolle über sein Autor verloren habe. Dixon und Kanaan, die hinter den beiden fuhren, sahen die Schuld für den Unfall bei Satō.
Franchitti gewann schließlich vor seinem Teamkollegen Dixon und Kanaan. Die drei Piloten fuhren parallel über die Ziellinie. Franchitti gewann zum dritten Mal in seiner Karriere nach 2007 und 2010 das Indianapolis 500. Er wurde damit zum ersten Europäer und insgesamt zehnten Piloten, der das Indianapolis 500 mindestens dreimal gewann. Mit diesem Sieg zog er mit Sébastien Bourdais und Paul Tracy gleich, die serienübergreifend 31 Siege in der höchsten Klasse des amerikanischen Formelsports erzielt hatten. Franchitti widmete den Sieg seinem verstorbenen Freund Dan Wheldon. Dixon sagte nach dem Rennen, dass der geringere Kraftstoffverbrauch des Honda-Motors rennentscheidend war.
Servia, der es in der Schlussphase des Rennens wieder in die Führungsrunde geschafft hatte, wurde Vierter vor Briscoe, Hinchcliffe, Wilson, Charlie Kimball, Townsend Bell und Castroneves. Rubens Barrichello, der das Rennen für zwei Runden angeführt hatte, wurde als Elfter bester Neuling. Servia war der Pilot, der am meisten Positionen im Rennen gut machte. Hinchcliffe hatte durch einen missglückten Boxenstopp den Anschluss an die Spitze verloren.
Power behielt die Meisterschaftsführung vor Castroneves und Hinchcliffe. Franchitti verbesserte sich vom zehnten auf den sechsten Platz. Bei den Herstellern blieben die Positionen unverändert, wobei Honda zum ersten Mal in der Saison gewann.
Insgesamt wurden bei diesem Rennen Prämien in Höhe von 13.285.815 US-Dollar ausgeschüttet. Alle Piloten erhielten mindestens 250.000 US-Dollar Prämie. Der Sieger Franchitti erhielt 2.474.280 US-Dollar, Dixon 1.102.280 US-Dollar und Kanaan als Dritter 636.580. Die geringste Prämie erhielt der neuntplatzierte Bell mit 251.305 US-Dollar. Mit einer offiziellen Temperatur von 91° Fahrenheit (32,8° Celsius) war dieses Indianapolis 500 zusammen mit den Rennen von 1919 und 1953 das zweitheißeste in der Geschichte.
Das Rennen erzielte in den Vereinigten Staaten die beste TV-Einschaltquote seit 2008. In den Overnight-Ratings der Nielsen Media Research wurde das Rennen mit 4,3 bewertet und lag damit vor dem am selben Tag stattfindenden NASCAR-Sprint-Cup-Rennen Coca-Cola 600, welches mit 4,1 bewertet wurde.

### Klassifikation
| Pos. | Fahrer              | Team                                   | Fahrzeug          | Runden | Zeit           | Start | Führungsrunden |
| ---- | ------------------- | -------------------------------------- | ----------------- | ------ | -------------- | ----- | -------------- |
| 01   | Dario Franchitti    | Target Chip Ganassi Racing             | Dallara-Honda     | 200    | 2:58:51,2532 h | 16    | 23             |
| 02   | Scott Dixon         | Target Chip Ganassi Racing             | Dallara-Honda     | 200    | + 0,0295 s     | 15    | 53             |
| 03   | Tony Kanaan         | KV Racing Technology w/SH              | Dallara-Chevrolet | 200    | + 0,0677 s     | 08    | 07             |
| 04   | Oriol Servià        | Panther/Dreyer & Reinbold Racing       | Dallara-Chevrolet | 200    | + 2,9166 s     | 27    | 0              |
| 05   | Ryan Briscoe        | Team Penske                            | Dallara-Chevrolet | 200    | + 3,6721 s     | 01    | 15             |
| 06   | James Hinchcliffe   | Andretti Autosport                     | Dallara-Chevrolet | 200    | + 4,0962 s     | 02    | 05             |
| 07   | Justin Wilson       | Dale Coyne Racing                      | Dallara-Honda     | 200    | + 4,2430 s     | 21    | 0              |
| 08   | Charlie Kimball     | Novo Nordisk Chip Ganassi Racing       | Dallara-Honda     | 200    | + 4,6056 s     | 14    | 03             |
| 09   | Townsend Bell       | Sam Schmidt Motorsports                | Dallara-Honda     | 200    | + 5,6168 s     | 20    | 0              |
| 10   | Hélio Castroneves   | Team Penske                            | Dallara-Chevrolet | 200    | + 7,6352 s     | 06    | 0              |
| 11   | Rubens Barrichello  | KV Racing Technology                   | Dallara-Chevrolet | 200    | + 7,9240 s     | 10    | 02             |
| 12   | Alex Tagliani       | Bryan Herta Autosport w/Curb-Agajanian | Dallara-Honda     | 200    | + 8,2543 s     | 11    | 02             |
| 13   | Graham Rahal        | Service Central Chip Ganassi Racing    | Dallara-Honda     | 200    | + 8,7539 s     | 12    | 0              |
| 14   | J. R. Hildebrand    | Panther Racing                         | Dallara-Chevrolet | 200    | + 11,3423 s    | 18    | 0              |
| 15   | James Jakes         | Dale Coyne Racing                      | Dallara-Honda     | 200    | + 13,4494 s    | 17    | 0              |
| 16   | Simon Pagenaud      | Schmidt-Hamilton Motorsports           | Dallara-Honda     | 200    | + 14,1382 s    | 23    | 0              |
| 17   | Takuma Satō         | Rahal Letterman Lanigan                | Dallara-Honda     | 199    | DNF            | 19    | 31             |
| 18   | E. J. Viso          | KV Racing Technology                   | Dallara-Chevrolet | 199    | + 1 Runde      | 09    | 0              |
| 19   | Michel Jourdain jr. | Rahal Letterman Lanigan                | Dallara-Honda     | 199    | + 1 Runde      | 22    | 0              |
| 20   | Sébastien Bourdais  | Dragon Racing                          | Dallara-Chevrolet | 199    | + 1 Runde      | 25    | 0              |
| 21   | Ed Carpenter        | Ed Carpenter Racing                    | Dallara-Chevrolet | 199    | + 1 Runde      | 28    | 0              |
| 22   | Katherine Legge     | Dragon Racing                          | Dallara-Chevrolet | 199    | + 1 Runde      | 30    | 0              |
| 23   | Ana Beatriz         | Andretti Autosport/Conquest Racing     | Dallara-Chevrolet | 190    | + 10 Runden    | 13    | 0              |
| 24   | Marco Andretti      | Andretti Autosport                     | Dallara-Chevrolet | 187    | DNF            | 04    | 59             |
| 25   | Josef Newgarden     | Sarah Fisher Hartman Racing            | Dallara-Honda     | 161    | DNF            | 07    | 0              |
| 26   | Sebastian Saavedra  | AFS Racing/Andretti Autosport          | Dallara-Chevrolet | 143    | DNF            | 24    | 0              |
| 27   | Ryan Hunter-Reay    | Andretti Autosport                     | Dallara-Chevrolet | 123    | DNF            | 03    | 0              |
| 28   | Will Power          | Team Penske                            | Dallara-Chevrolet | 079    | DNF            | 05    | 0              |
| 29   | Mike Conway         | A. J. Foyt Enterprises                 | Dallara-Honda     | 078    | DNF            | 29    | 0              |
| 30   | Bryan Clauson       | Sarah Fisher Hartman Racing            | Dallara-Honda     | 046    | DNF            | 31    | 0              |
| 31   | Wade Cunningham     | A. J. Foyt Enterprises                 | Dallara-Honda     | 042    | DNF            | 26    | 0              |
| 32   | Simona de Silvestro | Lotus-HVM Racing                       | Dallara-Lotus     | 010    | DSQ            | 32    | 0              |
| 33   | Jean Alesi          | Lotus – FP Journe – Fan Force United   | Dallara-Lotus     | 009    | DSQ            | 33    | 0              |

Quellen:

#### Führungsabschnitte
| Abschnitt | Runden | Fahrer            |
| --------- | ------ | ----------------- |
| 01        | 1      | James Hinchcliffe |
| 02        | 2–4    | Ryan Briscoe      |
| 03        | 5–6    | James Hinchcliffe |
| 04        | 7–15   | Ryan Briscoe      |
| 05        | 16–17  | James Hinchcliffe |
| 06        | 18–19  | Ryan Briscoe      |
| 07        | 20–21  | Marco Andretti    |
| 08        | 22     | Ryan Briscoe      |
| 09        | 23–44  | Marco Andretti    |
| 10        | 45–46  | Alex Tagliani     |
| 11        | 47     | Scott Dixon       |
| 12        | 48–49  | Charlie Kimball   |

| Abschnitt | Runden  | Fahrer             |
| --------- | ------- | ------------------ |
| 13        | 50–73   | Marco Andretti     |
| 14        | 74–78   | Scott Dixon        |
| 15        | 79      | Charlie Kimball    |
| 16        | 80–90   | Marco Andretti     |
| 17        | 91–118  | Scott Dixon        |
| 18        | 119–123 | Takuma Satō        |
| 19        | 124–125 | Rubens Barrichello |
| 20        | 126–146 | Takuma Satō        |
| 21        | 147     | Scott Dixon        |
| 22        | 148–152 | Takuma Satō        |
| 23        | 153–159 | Dario Franchitti   |
| 24        | 160     | Scott Dixon        |

| Abschnitt | Runden  | Fahrer           |
| --------- | ------- | ---------------- |
| 25        | 161–162 | Dario Franchitti |
| 26        | 163–171 | Scott Dixon      |
| 27        | 172–173 | Dario Franchitti |
| 28        | 174–176 | Scott Dixon      |
| 29        | 177     | Dario Franchitti |
| 30        | 178     | Scott Dixon      |
| 31        | 179–186 | Dario Franchitti |
| 32        | 187–193 | Tony Kanaan      |
| 33        | 194     | Dario Franchitti |
| 34        | 195–198 | Scott Dixon      |
| 35        | 199–200 | Dario Franchitti |

Quellen:

#### Gelbphasen
| Nr. | Dauer   | Runden | Grund für Gelbphase                                        |
| --- | ------- | ------ | ---------------------------------------------------------- |
| 1   | 14–17   | 4      | Dreher: Bryan Clauson (#39) in Kurve 2                     |
| 2   | 80–86   | 7      | Kontakt: Will Power (#12) und Mike Conway (#14) in Kurve 2 |
| 3   | 90–94   | 5      | Kontakt: Ana Beatriz (#25) in Kurve 2                      |
| 4   | 146–151 | 6      | Stillstand: Sebastian Saavedra (#17) in Kurve 2            |
| 5   | 164–170 | 7      | Stillstand: Josef Newgarden (#67) auf der Gegengeraden     |
| 6   | 181–183 | 3      | Dreher: Ed Carpenter (#20) in Kurve 1                      |
| 7   | 188–193 | 6      | Kontakt: Marco Andretti (#26) in Kurve 1                   |
| 8   | 200     | 1      | Kontakt: Takuma Satō (#15) in Kurve 1                      |

Quellen:

## Punktestände nach dem Rennen

### Fahrerwertung
Die Punktevergabe wird hier erläutert.
| Pos. | Fahrer             | Punkte |
| ---- | ------------------ | ------ |
| 01.  | Will Power         | 200    |
| 02.  | Hélio Castroneves  | 164    |
| 03.  | James Hinchcliffe  | 164    |
| 04.  | Scott Dixon        | 153    |
| 05.  | Ryan Hunter-Reay   | 143    |
| 06.  | Dario Franchitti   | 136    |
| 07.  | Simon Pagenaud     | 136    |
| 08.  | Ryan Briscoe       | 128    |
| 09.  | Tony Kanaan        | 113    |
| 10.  | J. R. Hildebrand   | 103    |
| 11.  | Rubens Barrichello | 102    |

| Pos. | Fahrer             | Punkte |
| ---- | ------------------ | ------ |
| 12.  | Takuma Satō        | 100    |
| 13.  | Oriol Servià       | 99     |
| 14.  | Graham Rahal       | 97     |
| 15.  | Charlie Kimball    | 96     |
| 16.  | Justin Wilson      | 94     |
| 17.  | E. J. Viso         | 94     |
| 18.  | Marco Andretti     | 86     |
| 19.  | James Jakes        | 77     |
| 20.  | Mike Conway        | 75     |
| 21.  | Sébastien Bourdais | 74     |
| 22.  | Josef Newgarden    | 72     |

| Pos. | Fahrer              | Punkte |
| ---- | ------------------- | ------ |
| 23.  | Ed Carpenter        | 67     |
| 24.  | Katherine Legge     | 61     |
| 25.  | Simona de Silvestro | 61     |
| 26.  | Alex Tagliani       | 59     |
| 27.  | Ana Beatriz         | 28     |
| 28.  | Townsend Bell       | 26     |
| 29.  | Michel Jourdain jr. | 16     |
| 30.  | Sebastian Saavedra  | 14     |
| 31.  | Bryan Clauson       | 13     |
| 32.  | Wade Cunningham     | 13     |
| 33.  | Jean Alesi          | 13     |

### Herstellerwertung
| Pos. | Hersteller | Punkte |
| ---- | ---------- | ------ |
| 01.  | Chevrolet  | 42     |
| 02.  | Honda      | 33     |
| 03.  | Lotus      | 20     |